# Opwettense watermolen
De Opwettense watermolen

is een watermolen in de Kleine Dommel aan de Opwettenseweg 201 (de weg van Tongelre naar Nuenen) in buurtschap Opwetten in Nuenen.
De molen is een dubbele onderslagmolen die heeft gefungeerd als koren-, olie- en zaag- en volmolen.
In het kleine gebouw (van de weg gezien links) bevond zich de korenmolen en in het verleden ook de houtzaagmolen.
Van de houtzaagmolen is alleen nog een deel van het drijfwerk aanwezig.
In het grote gebouw bevonden zich de oliemolen en de volmolen.
Alleen het aswiel is daarvan nog aanwezig.
Achter in het grote gebouw was ook een verblijf voor de knechten.
De molen heeft twee waterraderen.
Het grootste rad, dat van de korenmolen, heeft een doorsnee van 9,3 m en is het grootste in Brabant.
Het kleine rad meet 7,6 m.
De namen van veel molenaars en knechts zijn in het hout gekerfd.
Eerdere Eigenaars:
- Floris sr. van Eyck gehuwd Beatrix Monicx
- Floris jr. van Eyck (....-1654) gehuwd Mechteld Jacoba van den Poll

Molenaars/eigenaars Sengers:
- Theodorus (1668-1748)
- Joannes (1700-1784)
- Theodorus (1752-1817) maalde zelf niet
- Joannes Andreas (1795-1872) maalde zelf niet
- Maria Wilhelmina (1843-1916) huwde molenaar Gerardus van Hoorn
- Gerardus van Hoorn (1839-1916)

Het is een rijksmonument, evenals de naastgelegen molenaarswoning (uit de 17e of 18e eeuw) op huisnummer 199.
Het molenterrein is dagelijks toegankelijk.
De molen zelf is op zondagmiddagen in bedrijf en open voor het publiek.
In het grote gebouw aan de zuidkant is sinds 2011 een restaurant gevestigd.
De molen is geschilderd door Vincent van Gogh (F48).

## Historie
De ouderdom van de molen valt niet te achterhalen. Mogelijk dateert hij uit de elfde eeuw en is hij gebouwd door monniken van de abdij van Sint-Truiden; anders dateert de molen wellicht van het begin van de dertiende eeuw.
In 1726 is de molen definitief in handen gekomen van Theodorus Sengers (1668-1748). Deels door vererving en de rest door uitkoop van andere deeleigenaren.
De naam van de molen werd "Jans" molen, vernoemd naar de vader van Theodorus. Deze naam is gebleven tot de laatste Sengers, Maria Wilhelmina Sengers (1843-1916).
Haar vader Joannes Andreas (1795-1872) heeft in Gerardus van Hoorn uit Boxtel de geschikte molenaar gevonden om de molen voort te zetten. Er waren geen mannelijke Sengers erfgenamen meer. Gerardus moest wel als tegenprestatie een keuze maken uit een van zijn drie dochters. In 1870 was Gerard van Hoorn de molenaar.
Joannes Andreas (1795-1872) was wel eigenaar maar geen molenaar op de molen, hij was landbouwer en liet de molen bemalen. Vincent van Gogh vond hij maar een "klad" schilder.
De molen brandde deels af in 1664, en geheel in 1764. De molen werd daarna weer herbouwd door toenmalig eigenaar Joannes Sengers (1700-1784).
De molen was aan het begin van de negentiende eeuw ook gekend als volmolen; deze is echter afgebroken.
Midden negentiende eeuw kwam de molen in het bezit van de familie Van Hoorn.
Rond 2010 is de molen gerestaureerd.
Het grote molengebouw aan de zuidzijde is daarna in gebruik genomen als restaurant.

## Nabijgelegen watermolens
Volgt men de Kleine Dommel stroomopwaarts, dan vindt men de Collse Watermolen. Stroomafwaarts vindt men de Hooidonkse Watermolen op de Dommel.